# Balizia
Balizia est une ville et une sous-préfecture de Guinée, rattachée à la préfecture de Macenta et la région de Nzérékoré. 
Balizia est situé à 18km de la ville de macenta. 

## Population
En 2016, le nombre d'habitants est estimé à 15 713, à partir d'une extrapolation officielle du recensement de 2014 qui en avait dénombré 14 692 .